# Obrador
El obrador es un espacio de trabajo preferentemente artesanal aunque también se aplica a talleres de arte (pintura, escultura, orfebrería, etc.) y a grandes naves laborales de ingeniería y construcción, en especial las relacionadas con el ferrocarril. Es término de uso común en pastelería, repostería, panadería y alfarería. En muchos contextos se considera sinónimo de taller. También se denomina así al artesano que realiza su oficio en el espacio del obrador.

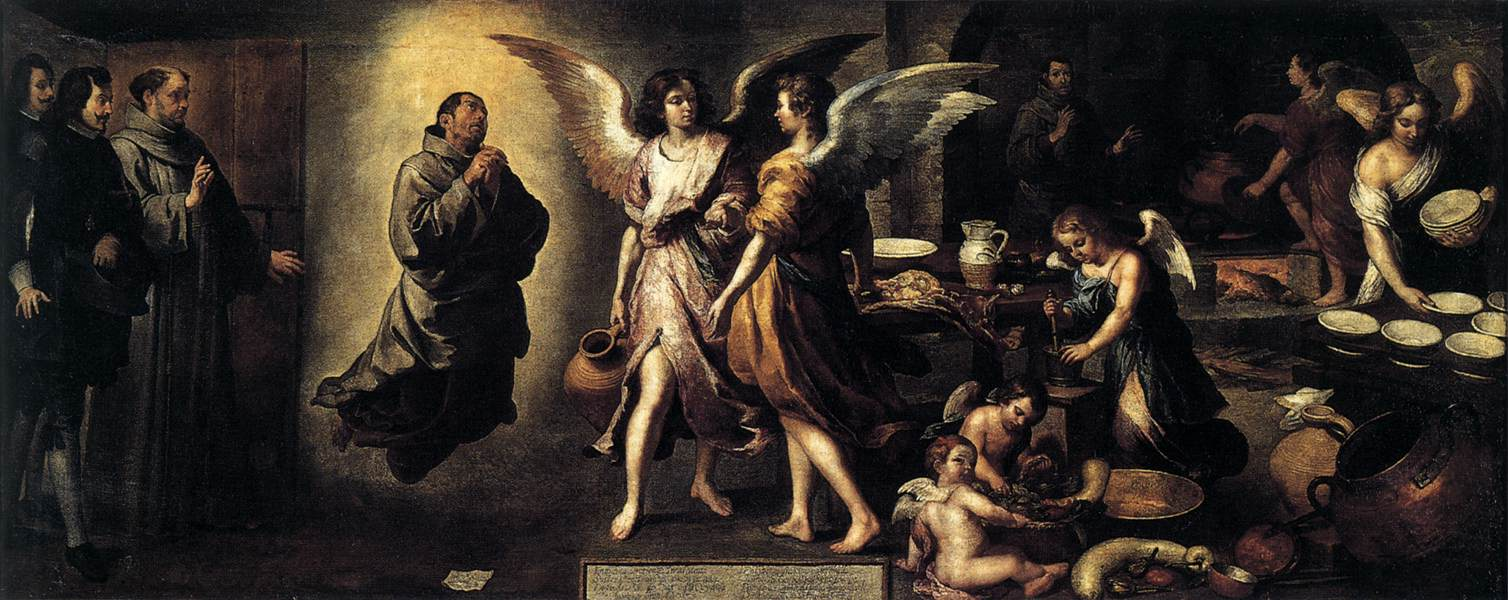
La cocina de los ángeles, pintada por Murillo en 1646. A la derecha, un primitivo obrador sevillano del. Museo del Louvre (París)

## Etimología
De etimología latina (operātor, -ōris), en su Tesoro de la lengua castellana o española (1611), Sebastián de Covarrubias anota que «obrador» es «el lugar donde se trabaja». Es término frecuente en los callejeros de Cataluña y el Levante español, como obradors, y en algunas localidades de Andalucía.

## Historia
La historia de los obradores es común a la de la mayoría de los oficios desarrollados por el ser humano. En todas las culturas ha conformado grupos de trabajo específicos que a su vez generaron organizaciones de tipo gremial, desde la Edad Media y de asociación obrera a partir del siglo XVIII.
El concepto de «obrador», identificado con el espacio artesano o artesanal, ha llevado desde la segunda mitad del siglo XX a generar sucedáneos. Así por ejemplo, en panadería y pastelería, el desarrollo industrial juega con la imagen del obrador en las «boutiques del pan», falsos remedos del tradicional espíritu familiar y gremial de los obradores.

El obrador de panadería en el arte
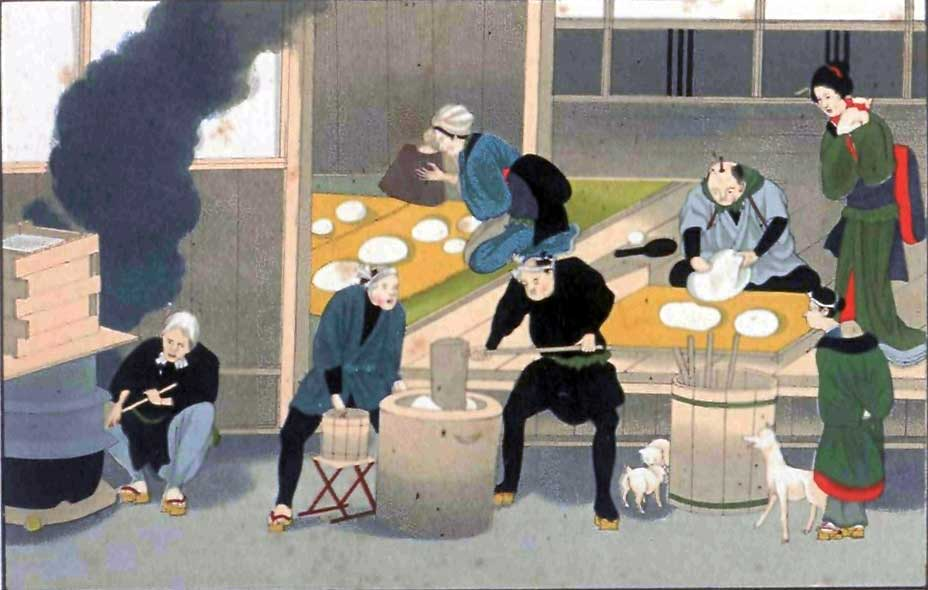
Obrador de pan en Japón. Litografía aparecida en el Sketches of Japanese Manners and Customs, de J. M. W. Silver, publicado en Londres en 1867.
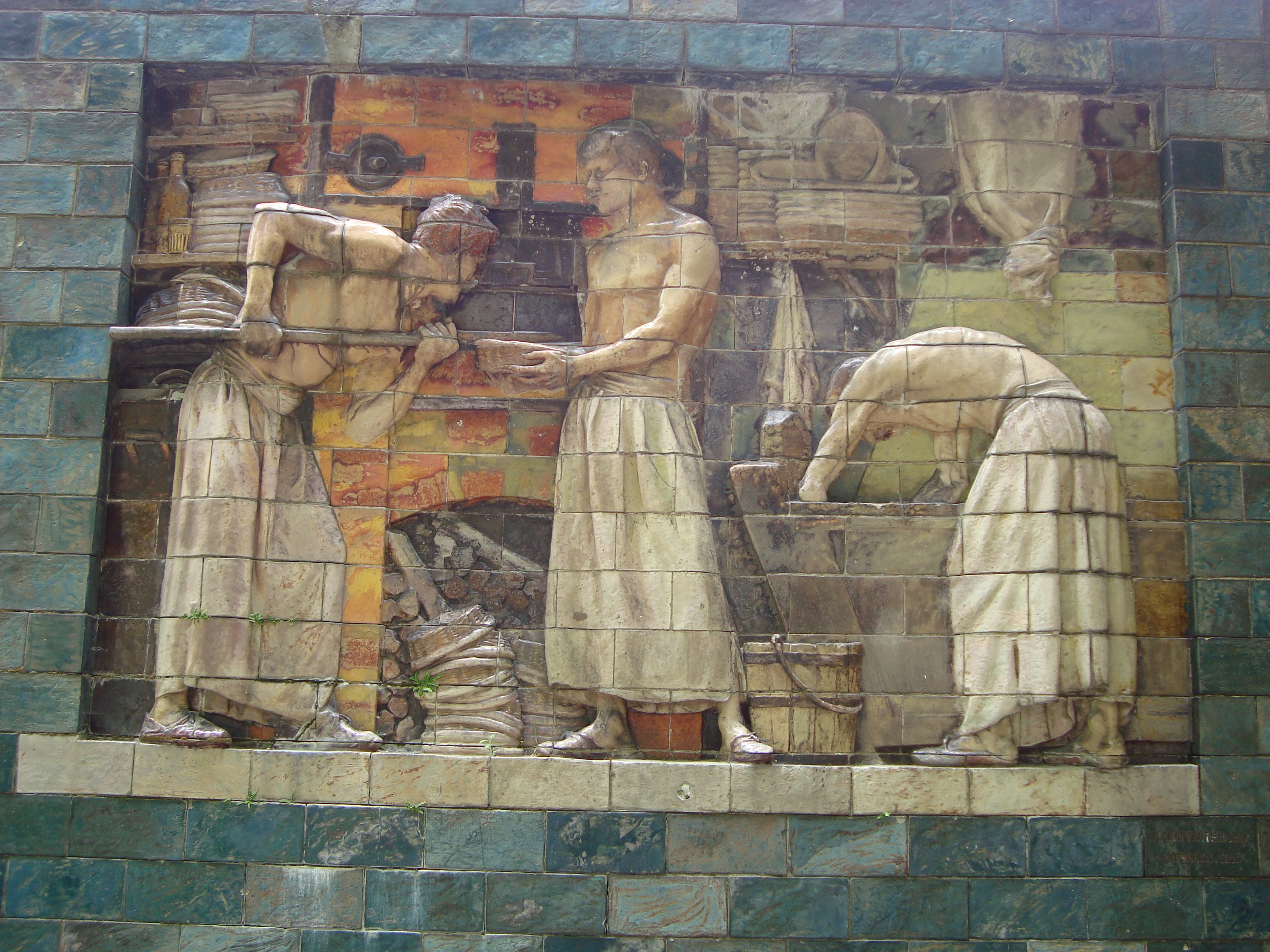
Bajo relieve de Les Boulangers (París), obra de Alexandre Charpentier en 1897.
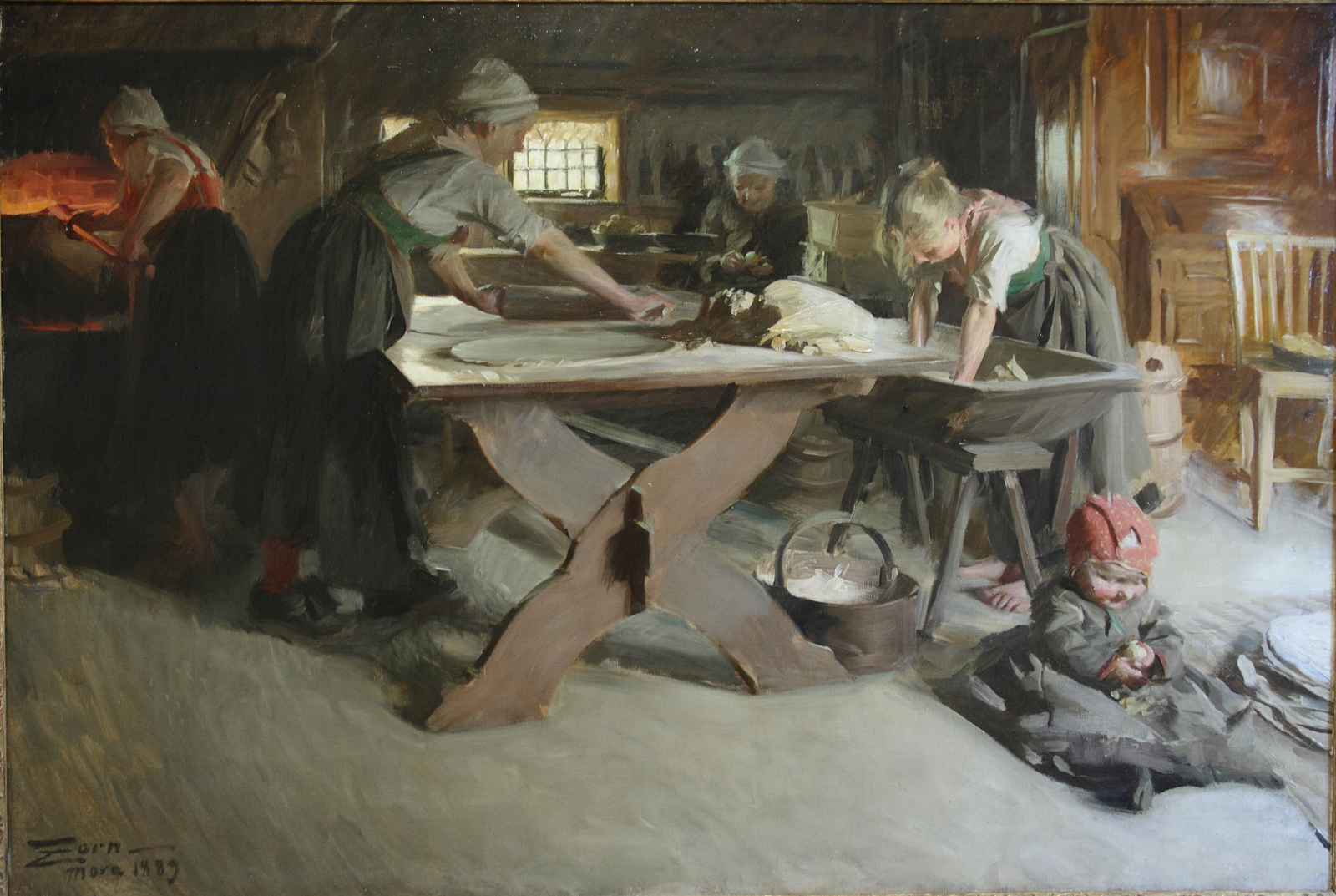
Anders Zorn obrador casero sueco en Dalarna, hacia 1889.
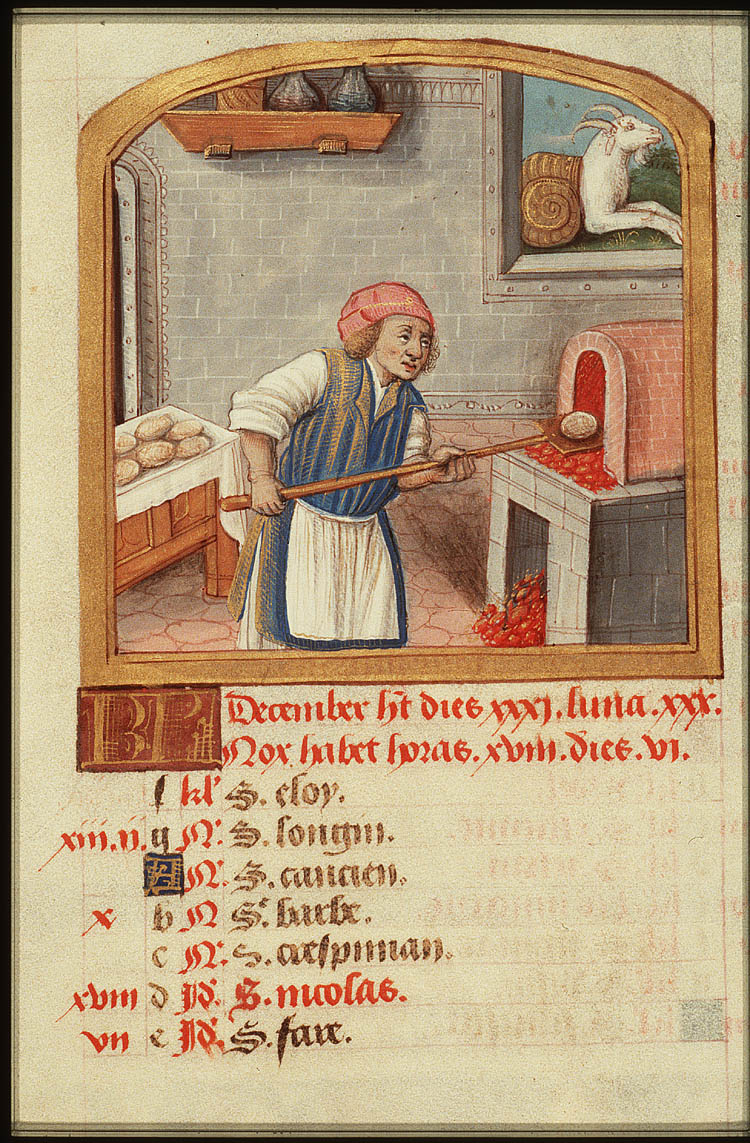
Obrador en el mes de diciembre del calendario de un libro de horas francés hacia 1500 (París).

## En la literatura española
Diego de Torres Villarroel, en la narración biográfica titulada Vida, ascendencia, nacimiento, crianza y aventuras del doctor Diego de Torres Villarroel (1743), comenta cómo a su llegada a la corte madrileña en 1723 tuvo que trabajar en el obrador de sastrería de un amigo bordador:

"Con los socorros diarios de estas dos casas y con la amistad de un bordador que me permitía bordar en su obrador gorros, chinelas y otras baratijas que se despachaban a los primeros precios en una tienda portátil de la Puerta del Sol, vivía mal comido, pero juntaba para calzar un par de zapatos y ponerme unos decentes calzones y alguna chupa sacada del portal del mercader."
 Diego de Torres Villarroel

Por su parte, Benito Pérez Galdós, en la tercera parte de Fortunata y Jacinta, crea esta instantánea de un obrador de costureras en el Madrid del último cuarto del siglo XIX:

"Apeose en la subida a Santa Cruz, y subió al obrador de Samaniego, entrando por el portal, que estaba en la calle de Vicario Viejo. Iba tan decidida, que no tuvo ni la más ligera vacilación. La puerta del entresuelo tenía mampara de hule, que al abrirse hacía sonar un timbre. Fortunata había estado allí en los días que precedieron a la inauguración de la tienda, y recordaba perfectamente todo. No había que llamar, sino que se empujaba la mampara, sonaba un plin muy fuerte, y ya estaba uno dentro. Así lo hizo aquel día, y apenas recorrió el corto pasillo que a la estancia principal conducía, encarose con Aurora que en aquel momento iba desde el centro, donde estaba la mesa, hacia una de las ventanas, llevando telas en la mano. Alrededor de la mesa vio Fortunata como unas seis o siete oficialas, cosiendo, y en un sofá, junto a la ventana apaisada que daba a la calle, estaban dos señoras, examinando a la luz encajes y telas."
 Benito Pérez Galdós  Fortunata y Jacinta (capítulo  ; pág. )